# Luciano Fusini
Luciano Fusini (Orbetello, 1º gennaio 1961) è un ex calciatore italiano, di ruolo centrocampista.

## Carriera

### Giocatore
Si mette in evidenza fin dalla giovane età nelle file del Bologna nella stagione 1979-1980. Fra i felsinei infatti, sfruttando anche le sospensioni di alcuni titolari coinvolti nel calcioscommesse, riesce a totalizzare 12 presenze in prima squadra. Ciò gli vale la convocazione nell'Under-21, in occasione di un incontro disputato a Mosca il 13 febbraio contro la nazionale olimpica sovietica.
A fine stagione passa al Cesena in Serie B, e le sue presenze in campionato sono 9; a fine stagione la squadra viene promossa in Serie A.
Nell'autunno 1981, senza aver disputato incontri in campionato, il Cesena lo cede al Francavilla in Serie C1, serie nella quale Fusini disputerà gran parte della carriera. Il suo unico campionato disputato da allora in una serie superiore sarà infatti quello della stagione 1987-1988 in Serie B nelle file del Barletta, esordiente fra i cadetti, col quale conquisterà una sofferta salvezza all'ultima giornata.
In carriera ha complessivamente totalizzato 12 presenze in Serie A, e 36 presenze e una rete in Serie B.

### Allenatore
Ritiratosi dall'attività aginistica nei primi anni novanta, ha intrapreso la carriera di allenatore, guidando fra le altre la Viterbese e varie formazioni minori toscane.

## Palmarès

### Giocatore

#### Club
- Campionato italiano Serie C2: 1

Lucchese: 1985-1986 (girone A)